# Ackim Musenge
Ackim Musenge   (Mufulira, 7 d'octubre de 1949) és un exfutbolista zambià de la dècada de 1970.
Fou internacional amb la selecció de futbol de Zàmbia.
Pel que fa a clubs, destacà a Butondo Western Tigers (1966-73) i Mufulira Wanderers.
Trajectòria com a entrenador:
- 1981–1982: Butondo Western Tigers
- 1985–1992: Mufulira Wanderers
- 1992–1997: Nico United
- 1998–1999: TAFIC
- 2000–2002: Continental Aces
- 2003–2003: Boteti Young Fighters
- 2004–2004: TAFIC
- 2005–2006: Young Green Eagles
- 2007–2010: Green Eagles